# TJ Partizán Demény
A TJ Partizán Demény (szlovákul: TJ Partizán Domaniža) egy félprofi labdarúgócsapat, amely a Nyugat Szlovákiai Labdarúgó Szövetség által szervezett Nyugati Régió Bajnokságában szerepel a 2011/12-es szezonban. A klub székhelye Deményben, Szlovákiában található.

## Története
1948-ban alakult a Telovýchová jednota Sokol Domaniža, magyarul Deményi Sokol Testgyakorló Egylet, amely azonnal csatlakozott a bajnoksághoz.
1966-ban a csapatot átnevezték TJ Rozkvet Domaniža, magyarul TJ Virágzás Demény, majd 1977-ben megkapta a mai nevét.